# Leonard Woolley
Charles Leonard Woolley (ur. 17 kwietnia 1880 w Londynie, zm. 20 lutego 1960 tamże) – brytyjski archeolog i badacz starożytnego Bliskiego Wschodu, odkrywca Grobów Królewskich z Ur.

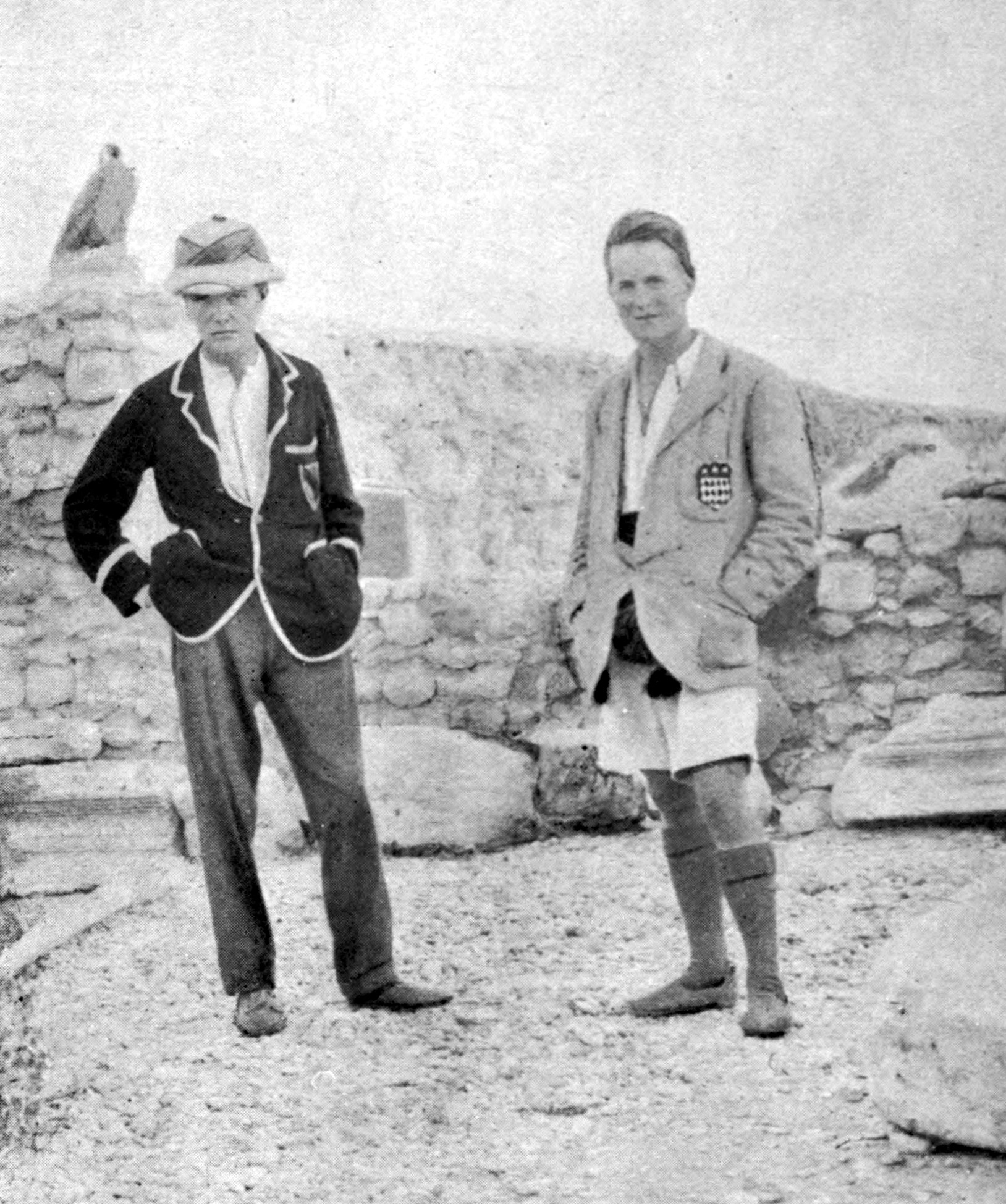
Charles L. Woolley (z lewej) i Thomas E. Lawrence podczas wykopalisk w Karkemisz

## Życiorys

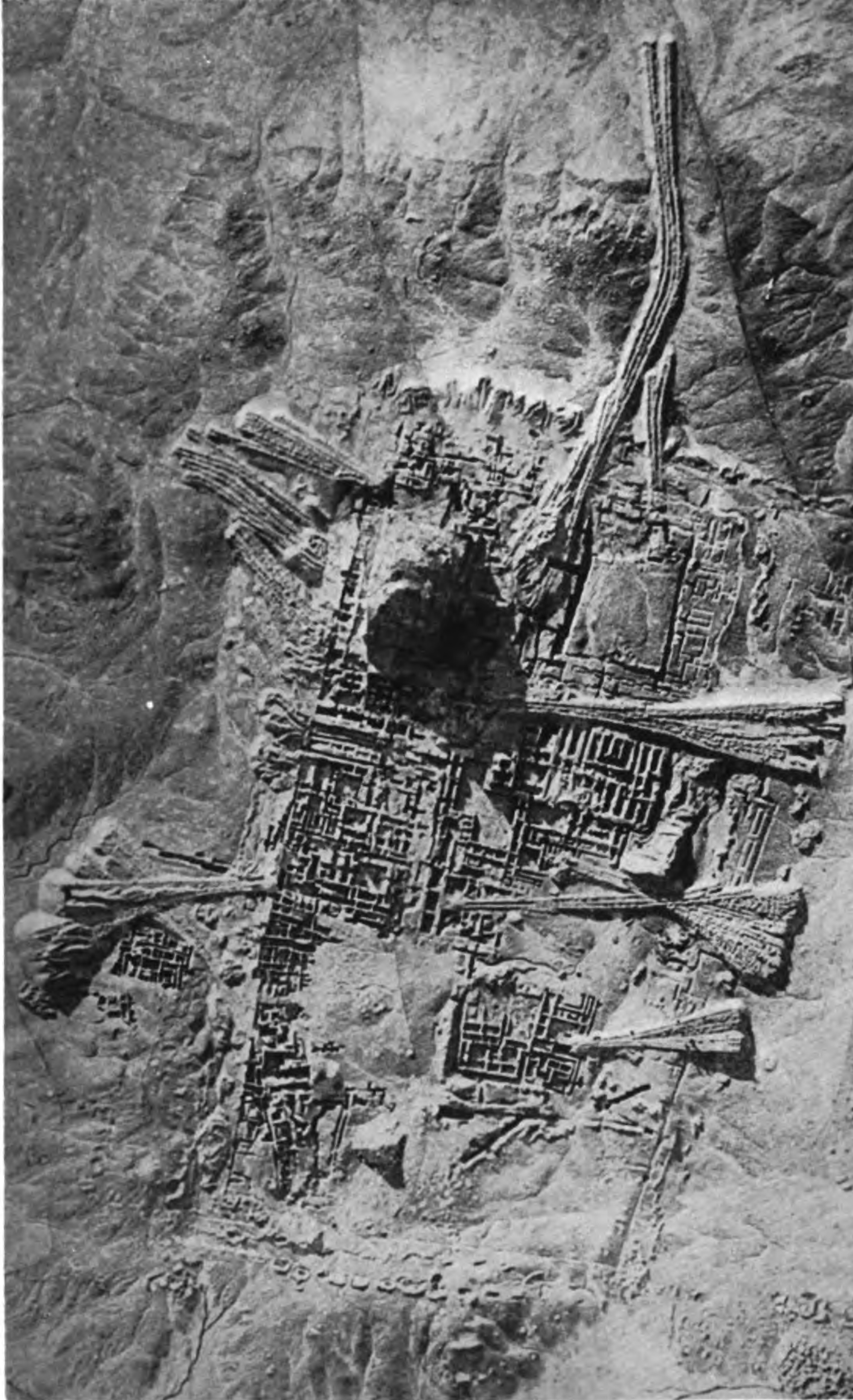
Fotografia lotnicza wykopalisk w Ur (marzec 1927)

Urodził się w 1880 roku w Londynie. Po ukończeniu New College w Oksfordzie rozpoczął w 1905 pracę jako asystent Arthura Evansa w Departamencie Starożytności Ashmolean Museum. W latach 1907–1912 prowadził wykopaliska w Nubii, badając m.in. meroickie stanowiska. Następnie wybrany został kierownikiem prowadzonych z ramienia British Museum prac wykopaliskowych w Karkemisz w północnej Syrii, gdzie jego współpracownikiem był Thomas Edward Lawrence (słynny Lawrence z Arabii). Prace te przerwał wybuch I wojny światowej. W jej trakcie Woolley służył jako oficer wywiadu na Bliskim Wschodzie. W 1916 dostał się do niewoli tureckiej i do 1918 przebywał w Turcji jako jeniec wojenny.
Po wojnie w 1919 wznowił prace wykopaliskowe w Karkemisz. W latach 1921–1922 prowadził wykopaliska w Tell el-Amarna w Egipcie z ramienia Egypt Exploration Society. Następnie zaproszony został do poprowadzenia łączonej ekspedycji archeologicznej British Museum i University of Pennsylvania Museum do prac badawczych na stanowisku Tall al-Mukajjar (starożytne Ur) w południowej Mezopotamii. Najbardziej znany jest właśnie z prowadzonych w latach 1922–1934 wykopalisk w Ur, w trakcie których odkrył słynne grobowce królewskie z okresu starosumeryjskiego (ok. 2900–2350 p.n.e.).
W 1935 otrzymał honorowy tytuł szlachecki za wkład w dziedzinę archeologii. Rok później rozpoczął wykopaliska w Tell Atchana w północnej Syrii, stanowisku kryjącym pozostałości starożytnego miasta Alalach. Ponownie jego prace przerwała wojna. W latach 1943–1946 służył w stopniu podpułkownika (lieutenant-colonel) jako doradca ds. archeologicznych przy Civil Affairs Directorate. Za radą Woolleya Naczelny Dowódca Alianckich Ekspedycyjnych Sił Zbrojnych, Dwight D. Eisenhower, wydał rozkaz zakazujący plądrowania i niszczenia budowli o ważnym znaczeniu historycznym i kulturowym na wyzwalanych obszarach. Po wojnie Woolley podjął przerwane prace w Alalach odkrywając pałace i archiwa glinianych tabliczek z II tysiąclecia p.n.e. Dodatkowo prowadził również wykopaliska na pobliskim stanowisku nadmorskim al-Mina, gdzie odkrył ślady wczesnogreckiego osiedla. Miał niemal siedemdziesiąt lat kiedy zakończył w 1949 prace wykopaliskowe w Alalach. Do śmierci w 1960 pozostał ważną postacią w świecie archeologii.

## Ważniejsze publikacje
- Carchemish: Report on the Excavations at Djerabis on Behalf of the British Museum (współautor), vol. 2, The Town Defences, London 1921.
- Joint Expedition of the British Museum and of the University of Pennsylvania to Mesopotamia: Ur Excavations (współautor), 10 tomów, London 1927-.
- Digging Up the Past, London 1930 (przekład pol. W poszukiwaniu przeszłości, 1964).
- Dead Towns and Living Men, London 1932.
- A Forgotten Kingdom, London 1953.
- Spadework: Adventures in Archaeology, London 1953.
- Alalakh: An Account of the Excavations at Tell Atchana in the Hatay, 1939-1949, Oxford 1955.

(wydane pośmiertnie)
- Mesopotamia and the Middle East, London 1961.
- As I Seem to Remember, London 1962.